# Zapora Hardap
Zapora Hardap (niem. Hardap-Damm) – betonowa zapora wodna, zbudowana na rzece Fish River w Namibii w Afryce, niedaleko miasta Mariental w regionie Hardap. 
Poprzez budowę długiej na 860 metrów i wysokiej na 40 metrów zapory, rzeka Fish River została spiętrzona na długości około 30 km, tworząc zbiornik wodny o powierzchni ok. 28,7 km². Budowa tamy została ukończona w 1962 roku. Powstały zbiornik zawiera około 294,5 milionów metrów sześciennych wody i zaopatruje okoliczne farmy oraz Mariental w słodką wodę. Zapora ma wielkie znaczenie dla rolnictwa. Zmagazynowana woda pozwala na lepsze zaopatrzenie w wodę farm, co umożliwia uprawę warzyw i owoców na większą skalę. Ponadto utworzono tutaj strefę rekreacyjną Hardap, z kilkoma ośrodkami wypoczynkowymi.

## Galeria

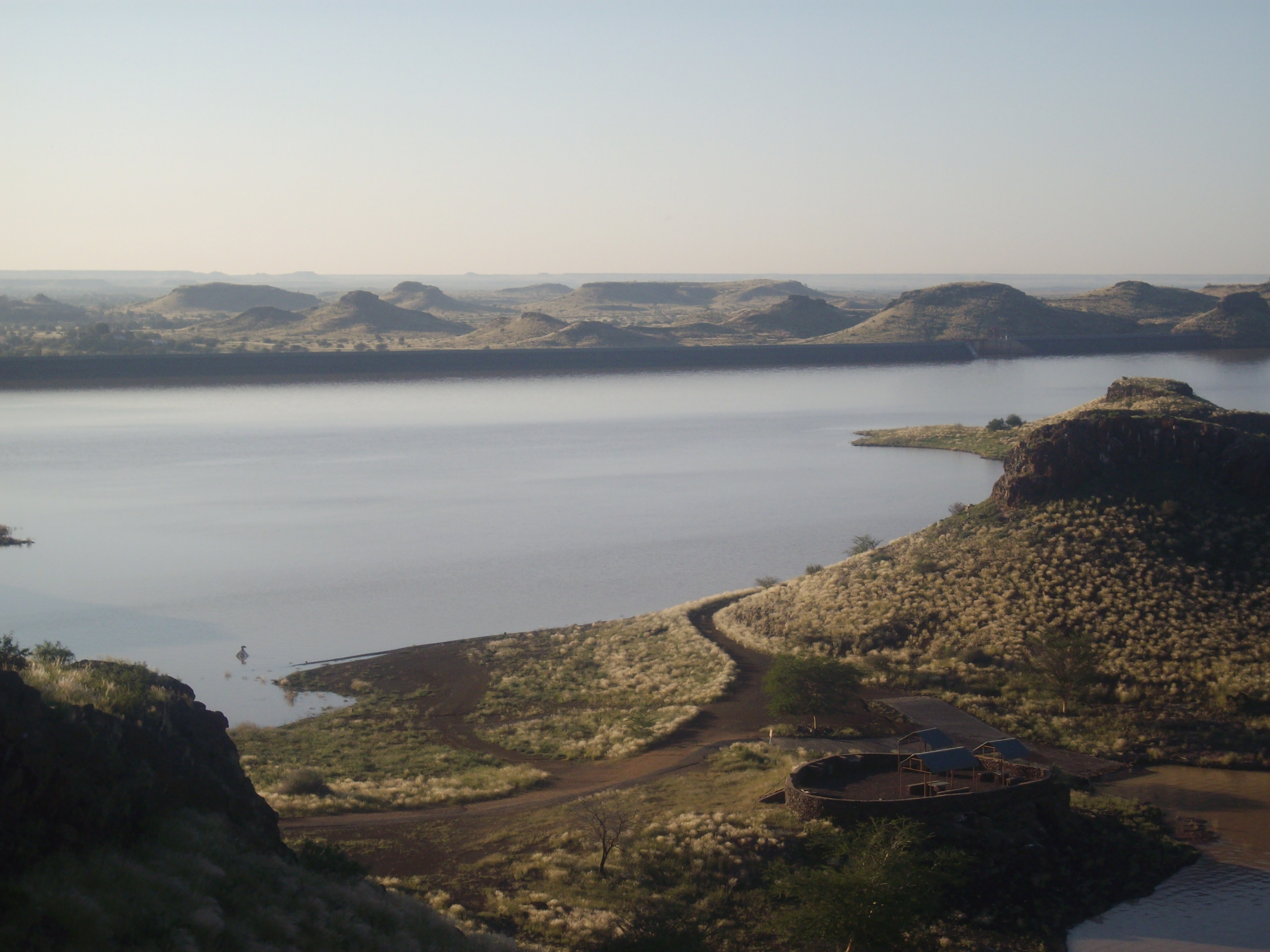
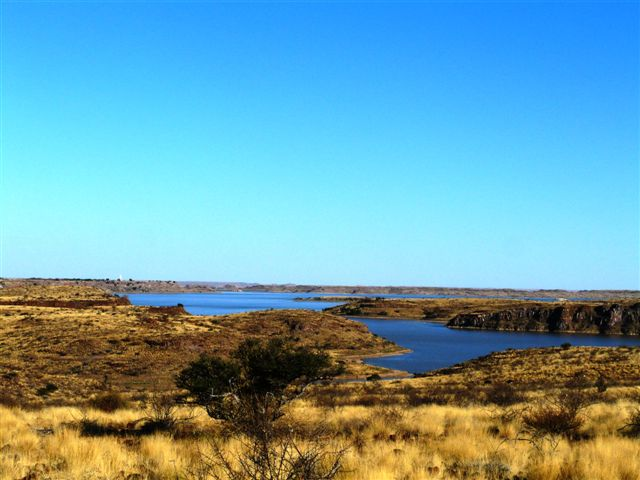